# Západomoravský aeroklub v Třebíči
Západomoravský aeroklub v Třebíči je občanské sdružení a letecký klub v Třebíči. Jeho členové se administrativně starají o Letiště Třebíč, jehož provoz byl v roce 1995 obnoven právě pod patronací tohoto klubu.

## Historie
První zmínky o třebíčském aeroklubu jsou v knize člena klubu Vladimíra Piska datovány již k poválečným letům, po roce 1948 byl aeroklub zrušen. Stejně tak bylo zrušeno i letiště a členové třebíčského klubu začali létat z Letiště Křižanov a Marie Kopečková, členka aeroklubu a příslušnice letky ministerstva vnitra, emigrovala z Československa. O znovuobnovení aeroklubu se zasloužili především pilot Karel Picmaus a také rogalista Pavel Uhlíř.